# クリフサイド・パーク (ニュージャージー州)
クリフサイド・パーク（Cliffside Park）は、アメリカ合衆国ニュージャージー州のバーゲン郡にある町（ボロ）。人口は2万5693人（2020年）。ハドソン川の西2キロメートルに位置している。川の対岸はニューヨークのマンハッタンである。標高80メートルの河岸段丘上にある。町内には高層住宅が多いため人口密度は高い。

## 交通
町には鉄道駅がないため通勤にはニュージャージー・トランジットのバスが利用される。

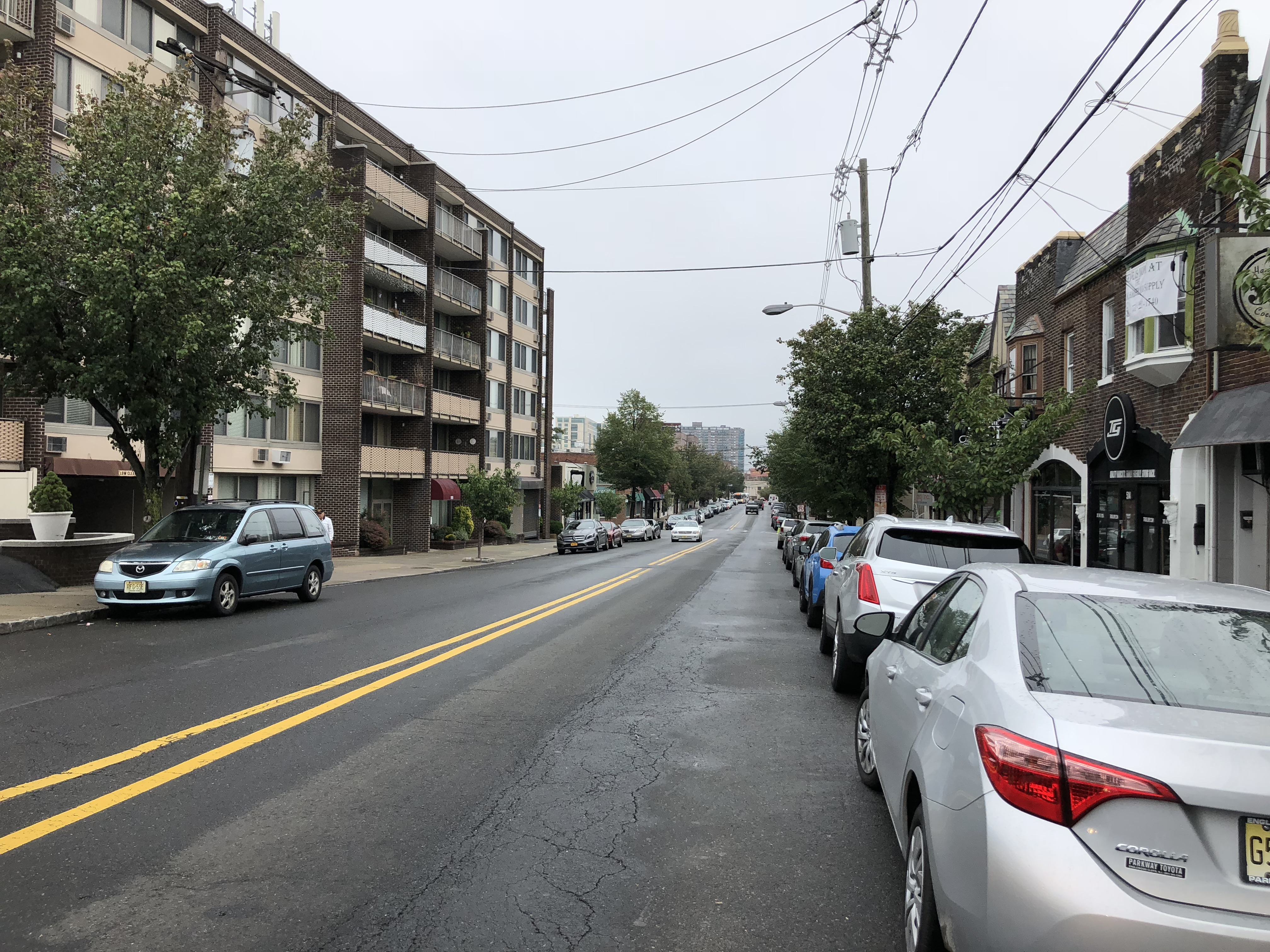
アンダーソン通り